# عبد العزيز بن سعود بن فيصل آل سعود
هو الأمير عبد العزيز بن سعود الفيصل بن الإمام تركي بن عبد الله بن الإمام محمد بن سعود مؤسس دولة آل سعود، وكان لقبه الإمام وشهد الأحداث التي حلت بالبلاد وحلت بأسرته بعد وفاة جده الإمام فيصل بن تركي وذلك نتيجة الخلافات التي دبت بين والده الإمام سعود وعمه الإمام عبد الله، وتفيد الرويات التاريخية أنه تزوج من الأميرة الجوهرة بنت عمه الإمام عبد الله بن فيصل، ولعل هذا الزواج كان من ضمن الجهود التي بذلت لتقريب الوفاق بين والده وعمه الإمام عبد الله، وفرضت عليه الأوضاع المشاركة في الأحداث رغم حداثة سِنه وقد تطور الخلاف بين أبناء الإمام فيصل بن تركي ووصل إلى أن أستنجد الإمام عبد الله بالعثمانيين، الذين أرسلوا حملة عسكرية كبيرة إلى الأحساء 1288هـ/1871م وتصد لها الإمام سعود بن فيصل الذي تولى الحكم في تلك الفترة وبرز دور الأمير عبد العزيز بن سعود بن فيصل خلال تلك الأحداث، فشارك والده مقاومة العثمانيين وكان موجودًا حينها في قلعة الدمام، وكان له دور كبير في كسب الدعم والتحالفات من قبائل وإمارات الخليج ضد الدولة العثمانية الغازية، وكان الأمير عبد العزيز هو الناجي الوحيد من أبناء الأمام سعود بن فيصل الذين قتلوا  في منطقة الخرج عام 1305هـ/1888م على يد الامير سالم بن سبهان امير الرياض حينها. وقد أشفق عليه الأمير محمد بن رشيد عندما استولى على الرياض سنة 1886م فاصطحبه معه إلى حائل، إلا أنه هرب لاحقًا من هناك ولحق بعمه الموجود في الكويت حينها.

## نسبه
عبد العزيز بن الإمام سعود بن فيصل بن تركي بن عبد الله بن محمد بن سعود بن محمد بن مقرن بن مرخان بن إبراهيم بن موسى بن ربيعة بن مانع بن ربيعة المريدي

## زوجته
- الاميرة موضي بنت سند بن فرحان بن سلمان بن منديل العمري الخالدي
- الأميرة الجوهرة بنت الإمام عبد الله بن فيصل.

الأميرة غزيل بنت حزام بن مانع بن حثلين العجمي( والدة الأمير سعود الكبير)

## أبناؤه
- الأمير سعود بن عبد العزيز آل سعود
- الأمير فيصل بن عبد العزيز آل سعود
- الأمير محمد المطوع بن عبدالعزيز آل سعود
- الأمير تركي بن عبدالعزيز آل سعود
- الأمير مشاري بن عبدالعزيز آل سعود

## إخوانه
- الأمير محمد بن سعود بن فيصل ال سعود (غزلان آل سعود، لقب بغزلان لوسامته)( أبناؤه : سعود وعبد العزيز وتركي وعبد الله وفهد وسلمان ولا ذرية لهم ما عدا سلمان له عدد من الأبناء)
- الأمير سعد بن سعود بن فيصل آل سعود ( أبناؤه : فيصل وفهد وسعود ولا عقب لهم ومنيرة زوجة الملك سعود وأنجبت له ابنه البكر فهد )
- الأمير عبد الله بن سعود بن فيصل آل سعود
- الأمير عبد العزيز بن سعود بن فيصل آل سعود
- الأمير تركي بن سعود بن فيصل آل سعود
- الأمير عبد الرحمن بن سعود بن فيصل آل سعود
- الأمير فهـد بن سعود بن فيصل آل سعود
- الأمير خالد بن سعود بن فيصل بن تركي آل سعود